# Saint-Michel-Labadié
Saint-Michel-Labadié é uma comuna francesa na região administrativa da Occitânia, no departamento de Tarn. Estende-se por uma área de 9.78 km², e possui 92 habitantes, segundo o censo de 2018, com uma densidade de 9.4 hab/km².